# Парламентские выборы в Испании (1865)
Парламентские выборы 1865 года в Испании состоялись 1 декабря. Выборы состоялись на фоне затянувшегося на 12 лет «кризиса модерантизма» (исп. crisis del moderantismo, 1856—1868), периода в истории Испании закончившегося свержением королевы Изабеллы II.

## Предыстория
Выборы проходили на фоне недавно завершившейся поражением Испании войны за восстановление Доминиканской Республики. 21 июня 1865 года испанское правительство возглавил Леопольдо О’Доннелл, лидер Либерального союза. Власть перешла в руки либералов и 11 июля 1865 года королева Изабелла II подписала указ о роспуске парламента.

## Избирательная система
Выборы проходили в соответствии с конституцией 1845 года, которая ввела цензусное избирательное право для мужчин.

## Результаты
Выборы выиграл Либеральный союз во главе с Леопольдо О’Доннеллом.

## После выборов
Первая сессия новых Кортесов началась 27 декабря 1865 года. Председателем парламента был избран Антонио де лос Риос Росас (Либеральный союз). Кортесы, избранные в 1865 году, проработали до 2 октября 1866 года
В начале 1866 года генерал Хуан Прим в Аранхуэсе поднимает мятеж с целью добиться объединения Испании и Португалии, что привело к введению осадного положения в большинстве провинций. Прим, потерпев поражение, находит убежище в Португалии. 22 июня группа сержантов поднимают восстание в казармах Сан-Хиль в Мадриде и терпит неудачу. В сложившихся обстоятельствах 10 июля О'Доннелл уходит в отставку; на посту главы испанского Совета министров его заменил генерал Рамон Нарваэс, лидер «модерадос». 11 июля королева Изабелла II принимает решение о роспуске Конгресса депутатов, впрочем парламент проработал до 2 октября. 10 марта 1867 года состоялись новые выборы, ставшие последними во время правление Изабеллы II.